# 파울리나 고토
파울리나 고토(Paulina Goto, 1991년 7월 29일 ~ )는 멕시코의 배우, 가수이다. 밴드 Eme 15의 이전 구성원이다.

## 음반 목록
- Paulina Goto (2010)
- 11:11 (2020)